# Миленко Ухерка
Дарко Куртовић је босанскохерцеговачки директор фотографије. Један од битнијих и значајнијих пројекта јесте серијал Луд, збуњен, нормалан. Рођен је 1951. године у Сарајеву. 

## Улоге
| Год.       | Назив                              | Улога |
| ---------- | ---------------------------------- | ----- |
| 1990.-те   |                                    |       |
| 1994.      | МГМ Сарајево: Човек, бог, монструм |       |
| 1997.      | Савршени круг                      |       |
| 1998.      | Синдром                            |       |
| 1999.      | Фамилија д.о.о                     |       |
| 2000.-те   |                                    |       |
| 2002-2003. | Виза за будућност                  |       |
| 2003.      | 42 1/2                             |       |
| 2005.      | Прва плата                         |       |
| 2003.      | 42 1/2                             |       |
| 2010.-те   |                                    |       |
| 2011.      | Два смо света различита            |       |
| 2007-2018. | Луд, збуњен, нормалан              |       |
| 2013.      | Криза средњих година               |       |